# Гора Павлина

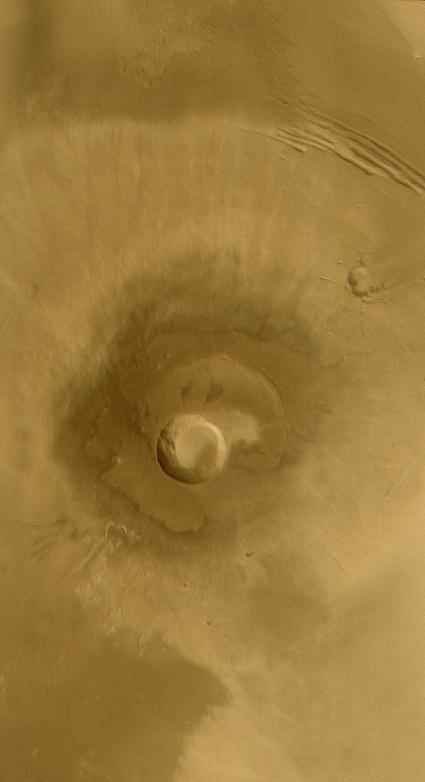
Фото: NASA/JPL/Malin Space Science Systems

Гора Павлина (лат. Pavonis Mons) — потухший вулкан на Марсе, расположенный в провинции Фарсида, рядом с марсианским экватором. К северу от него находится вулкан гора Аскрийская, а к югу — вулкан гора Арсия. Высочайшая гора в Солнечной системе, Олимп, находится к северо-западу.
Гора Павлина возвышается над средней поверхностью Марса на 14 км, на вершине атмосферное давление составляет около 130 Па (1,3 мБар). Для сравнения, высочайшая гора на Земле Эверест имеет высоту 8,8 км над уровнем моря. На более пологом восточном склоне имеется цепь эллиптических или овальных углублений, выстроенных вниз от центра неглубокой впадины. Все они сформировались в результате коллапса, связанного с тектоническими нарушениями — обрыв на каждой из сторон впадины является нарушением сплошности горных пород (Обычно такие объекты существуют там, где имеется сдвиг породы под действием магмы или тектонических сил).